# Hertog van Atholl

Wapen van de hertog van Atholl

Hertog van Atholl (Engels: Duke of Atholl) is een Schotse adellijke titel. 
De titel hertog van Atholl werd gecreëerd in 1703 door koningin Anna voor John Murray, 2e markies van Atholl. De familiezetel is Blair Castle.
De hertog van Atholl is commandant van het enige wettige privéleger in Europa, de Atholl Highlanders.

## Hertog van Atholl(1703)
- John Murray, 1e hertog van Atholl (1703–1724)
- James Murray, 2e hertog van Atholl (1724–1764)
- John Murray, 3e hertog van Atholl (1764–1774)
- John Murray, 4e hertog van Atholl (1774–1830)
- John Murray, 5e hertog van Atholl (1830–1846)
- George Murray, 6e hertog van Atholl (1846–1864)
- John Stewart-Murray, 7e hertog van Atholl (1864–1917)
- John Stewart-Murray, 8e hertog van Atholl (1917–1942)
- James Stewart-Murray, 9e hertog van Atholl (1942–1957)
- George Murray, 10e hertog van Atholl (1957–1996)
- John Murray, 11th hertog van Atholl (1996–2012)
- Bruce George Ronald Murray, 12th Duke of Atholl (2012-heden)